# Pátrání a záchrana

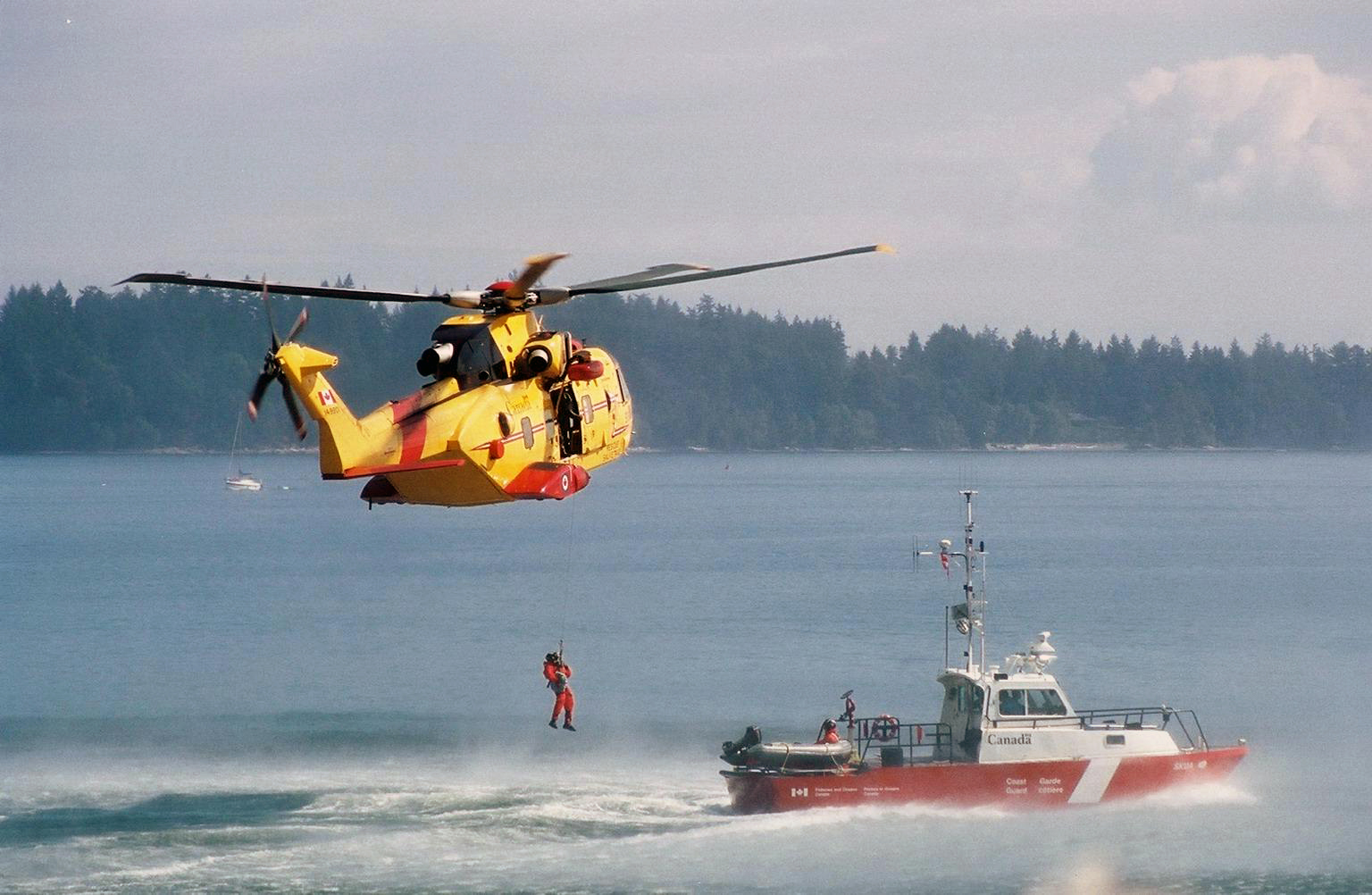
Vrtulník zajišťující službu SAR v Kanadě

SAR (anglicky Search and Rescue, česky služba pátrání a záchrany, také letecká pátrací a záchranná služba) je pátrací a záchranná služba, která byla zřízena v roce 1947. Služba pátrání a záchrany poskytuje pomoc letadlům v nouzi nebo posádkám havarovaných letadel. Poskytování služby SAR je závazné pro všechny členské státy ICAO podle Annexu 12. V Česku tuto službu upravuje letecký Předpis L12 o pátrání a záchraně v civilním letectví. Tato služba není totožná s běžnou leteckou záchrannou službou.

## SAR v Česku

### Historie
Pojem pátrání a záchrana byl poprvé použit v roce 1944 v chicagské Úmluvě o mezinárodním civilním letectví. Československo se k chicagské úmluvě připojilo v roce 1947 a deklarovalo, že systém pátrání a záchrany po letadlech v nouzi nebo havarovaných letadlech bude v následujících letech zaveden. Do roku 1973 existoval v Československu pouze provizorní systém, který zabezpečovaly různé vojenské letecké útvary. Služba SAR spočívala v lokalizaci havarovaného letounu nebo letounu v nouzi, záchranné vrtulníky nebyly přímo vybaveny pro poskytnutí pomoci. V roce 1973 vzniknul první propracovanější systém SAR. Československá lidová armáda zajišťovala nepřetržité pohotovostní nasazení vrtulníků s normou vzletu do 60 minut během pracovní doby a do 120 minut v mimopracovní dobu a v nočních hodinách.
Po roce 1989 došlo ke změnám v zajišťování pohotovostního nasazení vrtulníků pro službu SAR. Nové pojetí a organizace služby SAR souvisela s rozvojem letecké záchranné služby, která byla na území Československé socialistické republiky a později České a Slovenské Federativní Republiky zavedena v letech 1987–1992. Armáda České republiky zajišťovala provoz letecké záchranné služby na některých stanicích v České republice a na stejných místech sloužily také vrtulníky pro službu SAR. Do 1. června 2009 byla zajišťována služba SAR na letišti v Líních u Plzně a do února 2010 na Letišti Přerov.

### Organizace služby SAR v Česku

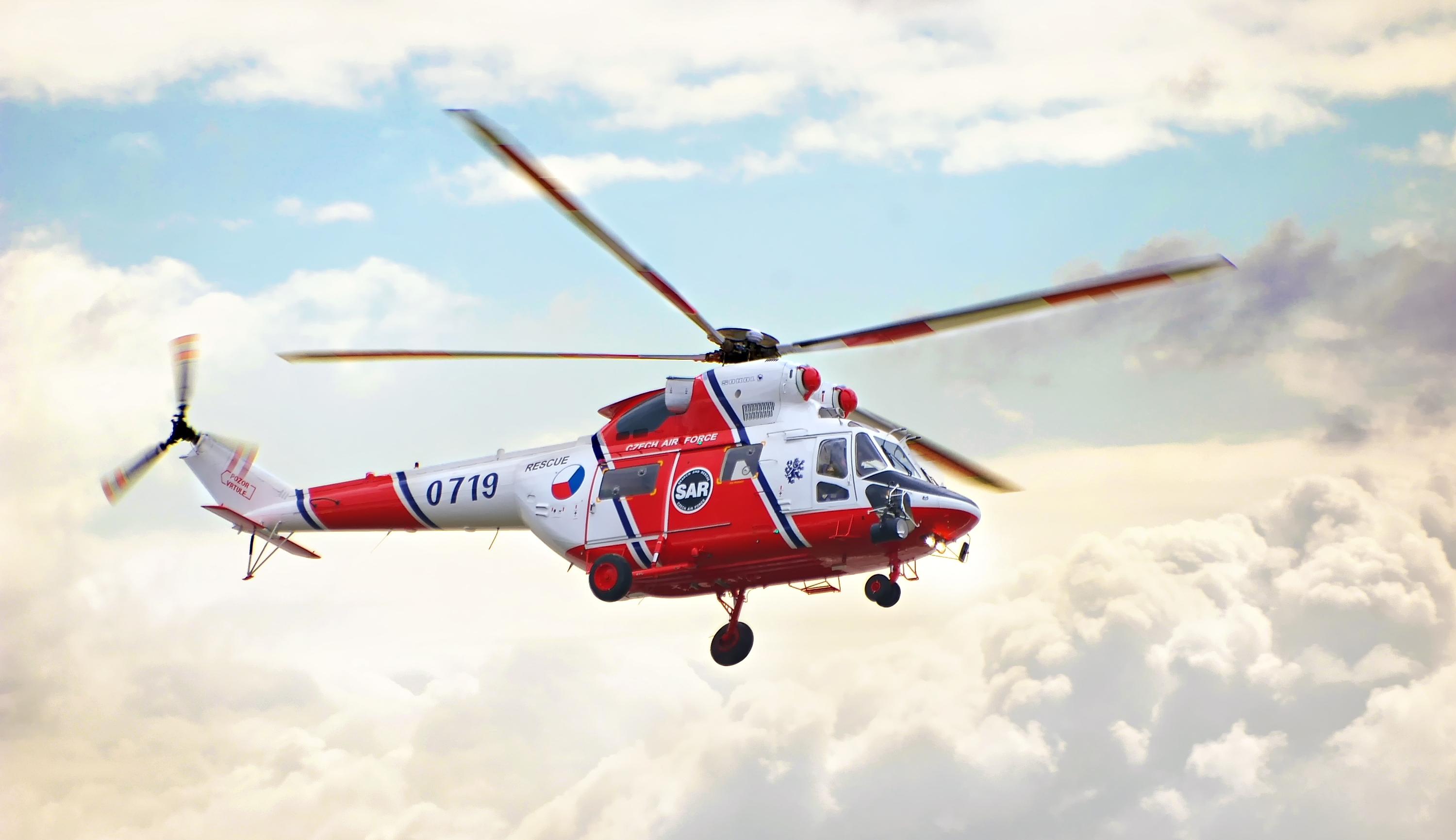
Vrtulníky PZL W-3A Sokół zajišťují službu SAR z Letiště Praha-Kbely

Pátrací a záchrannou službou na území České republiky organizuje a metodicky řídí Ministerstvo dopravy České republiky ve spolupráci s Ministerstvem obrany ČR a Ministerstvem vnitra ČR. V rozsahu své působnosti jí zabezpečuje Řízení letového provozu České republiky (ŘLP ČR) ve spolupráci s vojenskými orgány prostřednictvím společného koordinačního a řídícího centra (Rescue Coordination Centre), podle potřeby i ve spolupráci s jinými organizacemi, se kterými byla uzavřena dohoda o výkonu činnosti při pátrací a záchranné službě. Dohoda o vzájemné spolupráci při pátrání po letadlech a poskytování pomoci při záchranných akcích v případech leteckých nehod mezi Ministerstvem dopravy ČR, Ministerstvem obrany ČR a Ministerstvem vnitra ČR se nazývá Dohoda o pátrání a záchraně.
Na základě dohody s příslušnými organizacemi (Dohoda o pátrání a záchraně), Řízení letového provozu České republiky stanoví zřízení, vybavení a umístění záchranných jednotek, které budou provádět činnost dle instrukcí příslušného koordinačního a řídícího centra. Záchranné jednotky se sestavují z pracovníků těch organizací a služeb, se kterými byly uzavřeny dohody o provádění činností při pátrání a záchraně. V současné době vzlétají vrtulníky v rámci služby SAR během dne do 10 minut, v nočních hodinách do 20 minut.

### Základny SAR v Česku

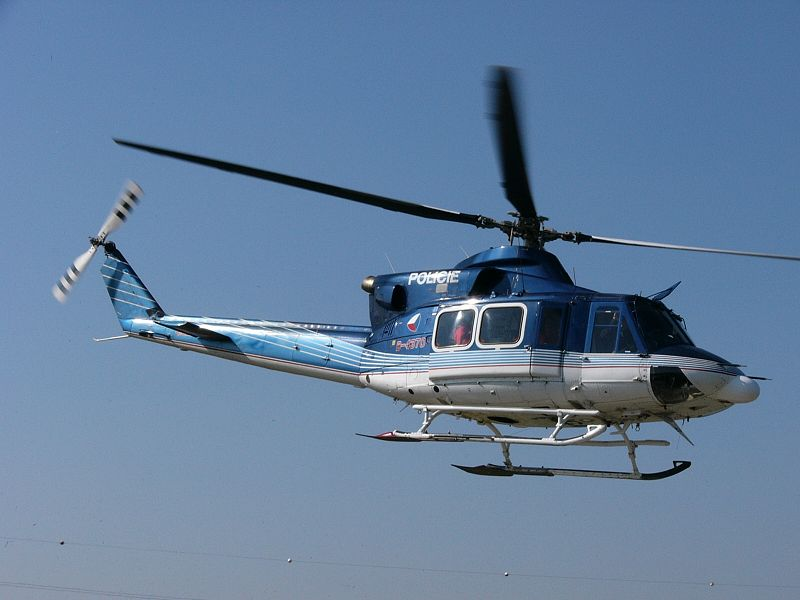
Letecká služba Policie ČR zajišťuje službu SAR prostřednictvím strojů Bell 412

Hlavním vykonavatelem služby SAR v Česku je Armáda České republiky, která má ke vzletu připraven vrtulník na Letišti Praha-Kbely. Na letišti je v případě potřeby připraven vrtulník PZL W-3A Sokół. Do srpna 2012 zajišťovala Armáda České republiky svými prostředky službu SAR také na letišti Náměšť nad Oslavou, kde tuto službu obvykle zajišťoval stroj Mil Mi-171Š. Z důvodů oprav a modernizací těžkých strojů Mi-171Š zajišťovaly od roku 2011 na středisku SAR v Náměšti nad Oslavou tuto službu těžké bitevní vrtulníky Mil Mi-24V. Jednalo se o jediné středisko SAR v Evropě, kde tuto službu zajišťovaly bitevní vrtulníky. 23. srpna 2012 byl ukončen provoz střediska SAR v Náměšti nad Oslavou, ovšem již k 1. únoru 2014 byl obnoven s vrtulníky Mil Mi-171Š.
Letecká služba Policie ČR není hlavním vykonavatelem služby SAR, ale v případě potřeby si může nasazení policejních vrtulníků vyžádat koordinační a řídící centrum. Primárně jsou ale policejní vrtulníky určeny pro policejní účely, služba SAR tvoří nástavbu standardní činnosti Letecké služby Policie ČR. Pro službu SAR jsou policejní vrtulníky Bell 412 (případně stroje Eurocopter EC 135) připraveny na mezinárodním Letišti Praha-Ruzyně a mezinárodním Letišti Brno-Tuřany. Činnosti provozovatelů letecké služby pátrání a záchrany jsou upraveny zákonem č. 49/1997 Sb., o civilním letectví, v případě Armády České republiky také zákonem č. 219/1999 Sb., o ozbrojených silách České republiky.
| Základna                   | Provozovatel              | Typ vrtulníku  |
| Letiště Praha-Kbely        | Armáda ČR                 | PZL W-3A Sokół |
| Letiště Náměšť nad Oslavou | Armáda ČR                 | Mil Mi-171Š    |
| Letiště Praha-Ruzyně       | Letecká služba Policie ČR | Bell 412       |
| Letiště Brno-Tuřany        | Letecká služba Policie ČR | Bell 412       |

## Vybavení vrtulníků SAR

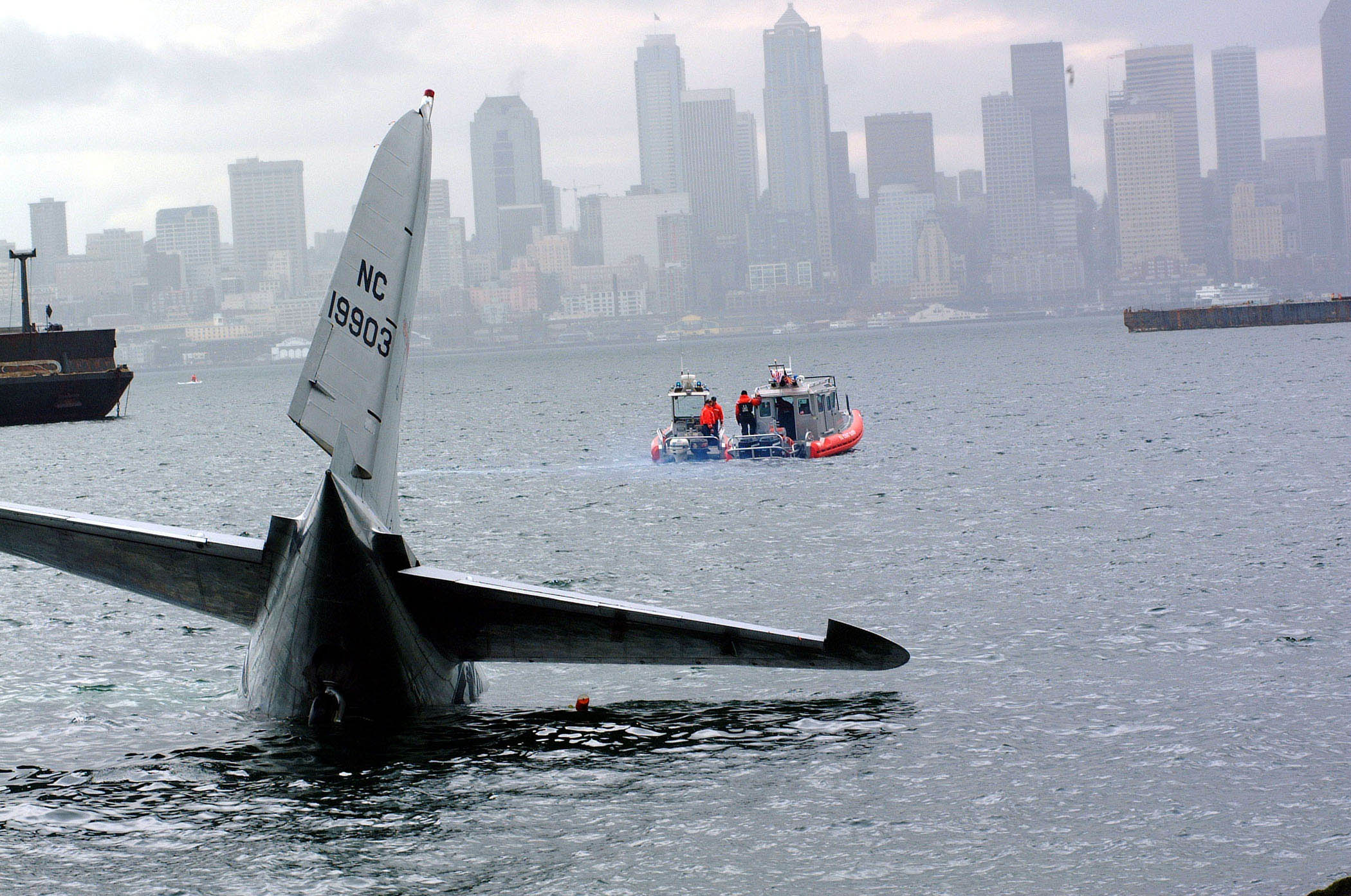
Záchrana havarovaného letadla na moři

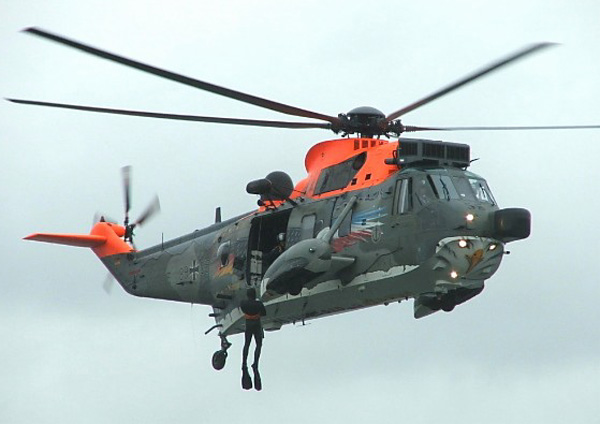
Záchranný vrtulník v Německu

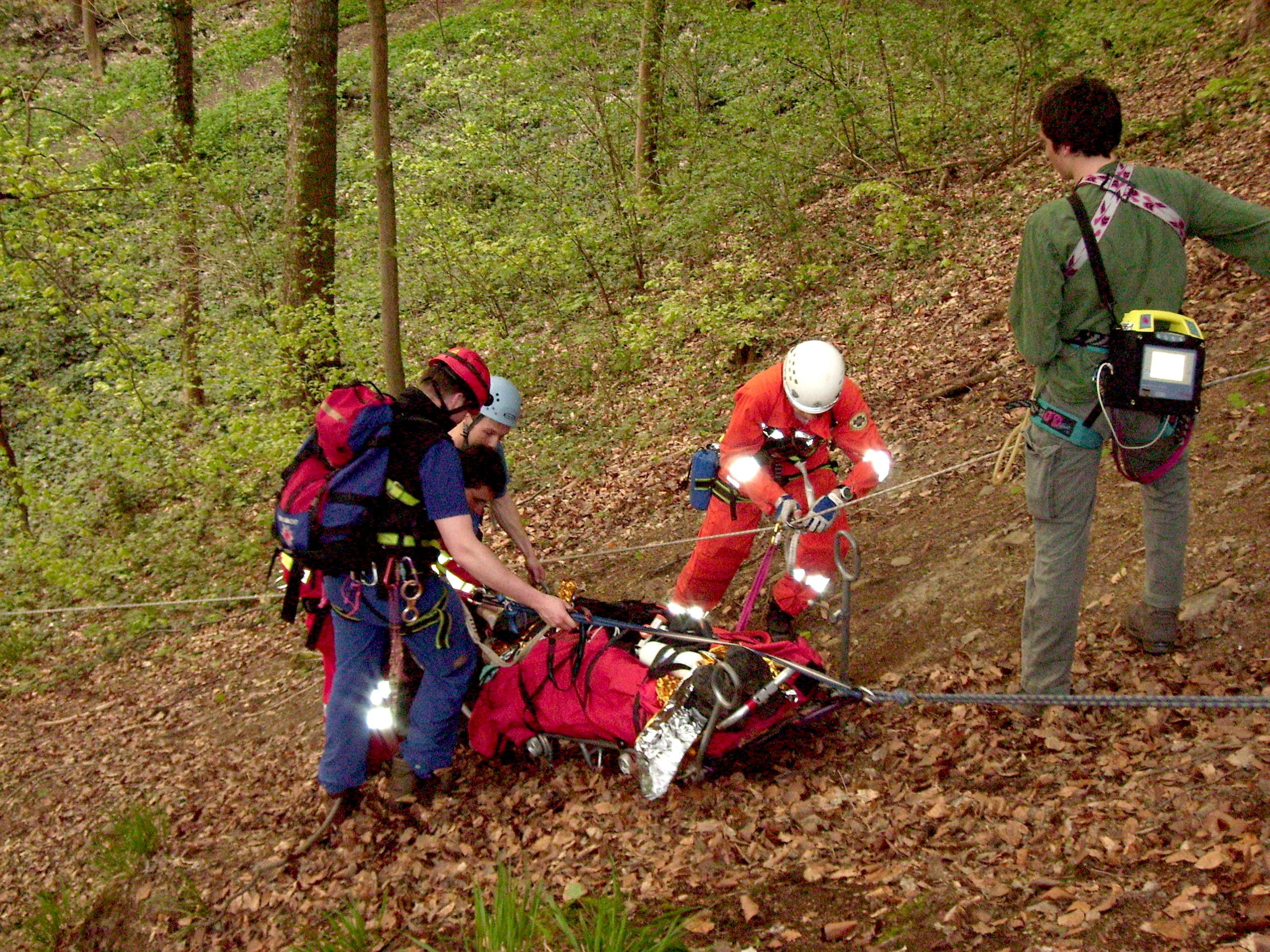
Výcvik záchranné akce

Každá záchranná jednotka musí být vybavena vhodnými prostředky v souladu s požadavky pro danou oblast, umožňujícími poskytnout okamžitou pomoc na místě nehody. Při určování vybavení záchranné jednotky je důležité, aby vybavení odpovídalo velikosti a kapacitě moderních letadel pro přepravu cestujících.
Každé letadlo, které se zúčastní pátrací a záchranné akce, musí být vybaveno tak, aby mohlo vysílat a přijímat na tísňových kmitočtech, které budou určeny pro pátrací záchrannou akci. Letadlo, které se podílí na pátracích a záchranných operacích prováděných v dané oblasti, musí být vybaveno v souladu se zněním předpisu Provoz letadel L 6 (I., II. a III. část) tak, aby mohlo vysílat a přijímat na kmitočtu 406 MHz. Korespondence mezi pátracími letadly, pozemními jednotkami a koordinačním a řídícím centrem probíhá na kmitočtu 123,1 MHz.
Je-li nutné poskytnout letecky pomoc těm, kteří přežili katastrofu, musí alespoň jedno letadlo ze zúčastněných na pátrací a záchranné akci mít na palubě vybavení pro účely záchrany.

## Nouzový záchranný maják
Téměř každé letadlo je vybaveno nouzovým záchranným majákem pro určení polohy (ELT: Emergency Locator Transmitter). Nouzový maják v případě havárie letadla nebo nouze vysílá na nouzovém kmitočtu 406 MHz. Maják lze aktivovat buďto ručně, nebo se aktivuje automaticky při nárazu letadla. Jestliže začne nouzový maják vysílat, příslušné koordinační a řídící centrum o tom získá informaci od vyhodnocovacího střediska.

## Systém Cospas-Sarsat
Družicový systém Cospas-Sarsat je systém z roku 1979, který monitoruje tísňovou frekvenci 406 MHz. Vyhodnocovací střediska po celém světě vyhodnocují signály vysílané na těchto frekvencích. V případě zachycení signálu ze zařízení ELT kontaktuje vyhodnocovací středisko příslušné koordinační a řídící centrum daného státu, a to v určené formě. Česko spadá pod vyhodnocovací středisko MCC Moskva v Rusku.[zdroj⁠?!] Koordinační a řídící centrum má za úkol ověřit, zda se nejedná pouze o planý poplach. Ověření provádí nejčastěji řízení letového provozu příslušného státu, případně také složky integrovaného záchranného systému nebo náhodní svědkové události. Poté odešle odpověď (negativní, nebo pozitivní) zpět do vyhodnocovacího střediska. V případě, že opravdu nastane situace, kdy je potřeba zaměřit a vyhledat maják, který vysílá na tísňové frekvenci, kontaktuje Řízení letového provozu České republiky příslušné stanoviště SAR. Záchranné lety koordinuje ŘLP ČR a komunikace probíhá na vyhrazené frekvenci 123,1 MHz.